# Driven (film, 2018)
Pour les articles homonymes, voir Driven.
Pour plus de détails, voir Fiche technique et Distribution.
Driven est un film américano-britannico réalisé par Nick Hamm, sorti en 2018. Il s'agit d'un film biographique sur John DeLorean. Il est présenté en clôture de la Mostra de Venise 2018.

## Synopsis
Après avoir été vice-président de General Motors jusqu'en 1972, John DeLorean fonde sa propre société automobile, DeLorean Motor Company, en 1975. En 1977, Jim Hoffman, ancien pilote d'avion devenu informateur pour le FBI, s'installe en face de chez John DeLorean en Californie du Sud.
Un jour, John aide Jim à faire démarrer sa GTO, qu'il a en partie développée à l'époque où il était ingénieur en chef chez Pontiac. Les deux hommes et leurs familles vont rapidement se lier. John est en pleine ébullition et s'apprête à lancer la futuriste DeLorean DMC-12. Sans financements américains, il décide de la faire produire, dès 1981, en Irlande du Nord. Mais l'ambition de John doit faire face à de nombreux problèmes financiers. John a besoin rapidement de 30 millions de dollars. Il demande alors à Jim Hoffman de le mettre en contact avec Morgan Hetrick. Ce dernier n'est autre que le trafiquant de drogue que Jim doit faire tomber, avec l'agent fédéral Benedict Tissa.

## Fiche technique
Sauf indication contraire, les informations mentionnées dans cette section peuvent être confirmées par la base de données cinématographiques IMDb,  présente dans la section « Liens externes ».
- Titre original : Driven
- Réalisation : Nick Hamm
- Scénario : Colin Bateman
- Direction artistique : Fernando Carrion
- Décors : Fernando Carrion
- Costumes : Julia Michelle Santiago
- Photographie : Karl Walter Lindenlaub
- Montage : Brett M. Reed
- Musique : Geronimo Mercado
- Production : René Besson, Brad Feinstein, Walter Josten, Luillo Ruiz et Piers Tempest

Coproducteur : Belly Torres
Producteurs délégués : Jo Bamford, Colin Bateman, Alastair Burlingham, Matthew Helderman, Cyril Megret, Diana Príncipe et Luis A. Riefkohl
Producteur associé : Thomas A. Giovine
- Sociétés de production : Tempo Productions Limited, Blue Rider Pictures, Greenroom Entertainment, Pimienta et Romulus Entertainment
- Société de distribution : WME Global (États-Unis)
- Budget : n/a
- Pays d'origine :  États-Unis (Porto Rico) -  Royaume-Uni
- Langue originale : anglais
- Format : couleur
- Genre : drame biographique, policier, procès
- Durée : 113 minutes
- Dates de sortie[2] :
  - États-Unis : 8 septembre 2018 (Mostra de Venise 2018)
  - Canada : 10 septembre 2018 (festival international du film de Toronto)
  - France : 31 janvier 2020

## Distribution
- Jason Sudeikis (VF : Thierry Kazazian) : Jim Hoffman
- Lee Pace (VF : Anatole de Bodinat) : John DeLorean
- Judy Greer (VF : Anne Massoteau) : Ellen Hoffman
- Erin Moriarty (VF : Victoria Grosbois) : Katie Connors
- Corey Stoll (VF : Eric Herson-Macarel) : Benedict Tissa
- Michael Cudlitz (VF : Stéphane Bazin) : Morgan Hetrick
- Justin Bartha (VF : Sébastien Desjours) : Howard Weitzman (en)
- Iddo Goldberg (VF : Guillaume Lebon) : Roy
- Jamey Sheridan (VF : Jean-Luc Kayser) : Bill
- Yuji Okumoto : le juge Robert Mitsuhiro Takasugi (en)
- Tara Summers : Molly
- Asher Miles Fallica : Ryan Hoffman
- Tyler Crumley : Tom Hoffman
- Isabel Arraiza (VF : Anne Tilloy) : Cristina DeLorean

## Production
Le projet est évoqué lors du festival de Cannes 2017 et Jason Sudeikis, Lee Pace et Timothy Olyphant sont annoncés dans les rôles masculins principaux.
Le tournage a eu lieu à Porto Rico. Il s'achève en novembre 2017. Il est notamment marqué par les passages des ouragans Irma et Maria.